# お願いだから (リンダ・ロンシュタットの曲)
「お願いだから」（"How Do I Make You"）は1980年にビリー・スタインバーグが作詞作曲し、リンダ・ロンシュタットが録音した曲で、アメリカ合衆国でトップ10ヒットとなった。

## 作曲と録音
スタインバーグは「お願いだから」を作る際に、ザ・ナックのヒット曲「マイ・シャローナ」に「ちょっとだけ影響された」と述べている。この曲のもともとのレコーディングはスタインバーグと彼のバンドのビリー・サーマルがプラネット・レコードと契約するために録音した何曲かのデモの中の一曲としてだった。結局、レーベルはこれらの曲をリリースすることはなかった。しかしながら、「お願いだから」を含むビリー・サーマルの何曲かのデモ録音はロサンゼルスを拠点とするインデペンデント・レーベルのカイネティック・レコードからリリースされたEP盤 Billy Thermal に収録された。
スタインバーグによれば、この曲が後に有名になったきっかけはビリー・サーマルのギタリストだったクレイグ・ハルと、リンダ・ロンシュタットのステージでバッキング・ボーカルを務めていたウェンディ・ウォルドマンの付き合いからで、「私の許可も何も聞かずにクレイグとウェンディはビリー・サーマルのデモをリンダ・ロンシュタットに聴かせて、そしてリンダが「お願いだから」を気に入った」とのことである。

## 発売
「お願いだから」は最終的にニコレット・ラーソンをバッキング・ボーカルに迎え、アルバム『激愛』の先行シングルとして発売された。この曲はロンシュタットのロックの進化の典型例となり、ニュー・ウェイヴ分野での彼女の人気を推進した。1980年1月15日に出荷されると、「お願いだから」はキャッシュボックス誌のトップ100チャートで6位のヒットとなった。ビルボード・ホット100では最高で10位となった。
アルバムには収録されていないトラディショナル曲「ランブリング・ギャンブラー」のロンシュタットによるバージョンが「お願いだから」のB面に収められ、こちらはカントリー＆ウェスタンのラジオ局に好まれ、ビルボードのホットC&Wチャートで42位を記録した。
「お願いだから」は1980年の3月から4月の数週間をトップ10圏内に留まった。この曲は多くのAORラジオ局でナンバー1ヒットとなった。このシングルはオーストラリア（19位）とニュージーランド（3位）でも大ヒットとなった。
1980年4月のHBOの特別番組で録音されたライブバージョンは2019年に発売された『ライヴ・イン・ハリウッド』に収録された。

## 評論家の評価
オールミュージックの評論家マイク・ドゥガーネは「お願いだから」を「バラード、ラブソング、ロンシュタットが過去にチャートに載せていた豊富なカバーバージョンとはかけ離れている」と評価し、「（曲の）速いテンポと脈動するペースがロンシュタットに少しロックアウトしたいという願望と混ざり合ったニュー・ウェイヴの勇気を見させている」と述べている。しかし、ローリング・ストーンの評論家のスティーヴン・ホールデンは、「お願いだから」で、ロンシュタットは「率直に言って、（ニューウェイヴの代表格ブロンディのリード・ボーカリストの）デボラ・ハリーを模倣している」と感じた。彼はさらにこの曲を「バディ・ホリーのような」と表現し、バディ・ホリーのレコードのリメイクによるロンシュタットの初期のヒット曲「ザットル・ビー・ザ・デイ」（1976年）と「イッツ・ソー・イージー」（1977年）の両方と「お願いだから」を大まかに一括りしている述べた。

## カバーバージョン
アルビンとチップマンクスによる1980年のアルバム Chipmunk Punk には「お願いだから」のカバーが収録されており、サイモン・セヴィルがリード・パートを歌った。
2019年、オーストラリアのハードロック・バンド、ベイビー・アニマルズは彼らの最初のグレイテスト・ヒッツ・アルバムの1枚目のシングルとしてこの曲のカバーバージョンを発売した。

## チャート
| 年間チャート(1980年)           | 順位 |
| ------------------------------ | ---- |
| US Top Pop Singles (Billboard) | 68   |